# Deutsche Volleyball-Bundesliga 1995/96 (Männer)
Die Saison 1995/96 der Volleyball-Bundesliga war die 22. Ausgabe dieses Wettbewerbs. Der ASV Dachau verteidigte seinen Titel als Deutscher Meister erfolgreich. Rupenhorn Berlin und Ludwigslust mussten absteigen.

## Mannschaften
In dieser Saison spielten folgende zehn Mannschaften in der Bundesliga:
- Post Telekom Berlin
- SCC Berlin
- SG Rupenhorn Berlin
- ASV Dachau
- SV Fellbach
- VfB Friedrichshafen
- SC Leipzig
- VfB Ludwigslust
- Moerser SC
- SV Bayer Wuppertal

## Ergebnisse
Nach der Hauptrunde gab es eine Playoff-Runde, um den neuen Meister zu ermitteln.

### Hauptrunde
|     | Verein           | Punkte | Sätze |
| --- | ---------------- | ------ | ----- |
| 1.  | Dachau           | 30:6   | 49:12 |
| 2.  | Friedrichshafen  | 30:6   | 49:19 |
| 3.  | Wuppertal        | 26:10  | 44:23 |
| 4.  | SCC Berlin       | 26:10  | 42:22 |
| 5.  | Moers            | 20:16  | 38:35 |
| 6.  | Fellbach         | 14:22  | 30:40 |
| 7.  | Post Berlin      | 14:22  | 27:39 |
| 8.  | Leipzig          | 8:28   | 20:48 |
| 9.  | Rupenhorn Berlin | 8:28   | 17:46 |
| 10. | Ludwigslust      | 4:32   | 16:48 |

### Play-offs
Finale: ASV Dachau – VfB Friedrichshafen 3:1, 2:3, 1:3, 3:0, 3:1